# Буданівська сільська рада
Буда́нівська сільська́ ра́да — колишня адміністративно-територіальна одиниця та орган місцевого самоврядування в Чортківському районі Тернопільської області. Адміністративний центр — с. Буданів.

## Загальні відомості
- Буданівська сільська рада утворена в 1939 році.
- Територія ради: 6,114 км²
- Населення ради: 1 903 особи (станом на 2001 рік)
- Територією ради протікає річка Серет.

До 19 липня 2020 р. належала до Теребовлянського району.
26 листопада 2020 року увійшла до складу Білобожницької сільської громади.

## Населені пункти
Сільській раді були підпорядковані населені пункти:
- с. Буданів
- с. Папірня

## Склад ради

### Керівний склад попередніх скликань
| Прізвище, ім'я, по батькові | Основні відомості                                                 | Дата обрання | Дата звільнення |
| --------------------------- | ----------------------------------------------------------------- | ------------ | --------------- |
| Лакомий Богдан Йосипович    | Сільський голова, 1960 року народження, освіта вища               | 26.03.2006   | 31.10.2010      |
| Лакомий Богдан Йосипович    | Сільський голова, 1960 року народження, освіта вища, безпартійний | 31.10.2010   | 25.10.2015      |

Примітка: таблиця складена за даними сайту Верховної Ради України

### Депутати
За результатами місцевих виборів 2010 року депутатами ради стали:

#### За суб'єктами висування
| Суб'єкт висування | Кількість обраних депутатів | %   |
| ----------------- | --------------------------- | --- |
| Самовисування     | 16                          | 100 |

#### За округами
| № округу | Прізвище, ім'я, по батькові    | Дата визнання обраним | Освіта             | Партійна приналежність       | Відомості про обраного депутата                  |
| -------- | ------------------------------ | --------------------- | ------------------ | ---------------------------- | ------------------------------------------------ |
| 1        | Раненька Ольга Йосипівна       | 01.11.2010            | вища               | позапартійна                 | Буданівська загальноосвітня школа, вчитель       |
| 2        | Марчин Надія Іванівна          | 01.11.2010            | середня спеціальна | позапартійна                 | Буданівська сільська рада, секретар              |
| 3        | Ласько Роман Михайлович        | 01.11.2010            | середня спеціальна | позапартійний                | приватний підприємець                            |
| 4        | Гульовата Надія Петрівна       | 01.11.2010            | середня спеціальна | позапартійна                 | ДТЕЛС та Р, електро-механік                      |
| 5        | Дюк Олег Романович             | 01.11.2010            | вища               | член Партії «Справедливість» | Буданівський ліцей, майстер виробничого навчання |
| 6        | Полівчак Іван Петрович         | 01.11.2010            | вища               | позапартійний                | Буданівський ліцей, викладач                     |
| 7        | Лакомий Богдан Йосипович       | 01.11.2010            | середня спеціальна | позапартійний                | Буданівська сільська рада, голова                |
| 8        | Зіник Володимир Володимирович  | 01.11.2010            | середня спеціальна | позапартійний                | Психо-неврологічна лікарня, санітар              |
| 9        | Мазур Тарас Степанович         | 01.11.2010            | середня спеціальна | позапартійний                | тимчасово не працює                              |
| 10       | Сабадош Леся Мирославівна      | 01.11.2010            | вища               | позапартійна                 | Буданівська сільська рада, спеціаліст            |
| 11       | Луціцкий Валерій Гнатович      | 01.11.2010            | вища               | член Партії «Справедливість» | Психо-неврологічна лікарня, водій                |
| 12       | Мудрий Володимир Степанович    | 01.11.2010            | середня спеціальна | позапартійний                | Буданівський ліцей, майстер виробничого навчання |
| 13       | Кучма Богдан Володимирович     | 01.11.2010            | середня            | позапартійний                | Буданівський ліцей, водій                        |
| 14       | Сенькович Богдан Володимирович | 01.11.2010            | середня спеціальна | позапартійний                | тимчасово не працює                              |
| 15       | Дмитрик Ігор Іванович          | 01.11.2010            | середня спеціальна | позапартійний                | ДТЕЛС та Р, начальник                            |
| 16       | Мирошниченко Іван Анатолійович | 01.11.2010            | вища               | позапартійний                | тимчасово не працює                              |